# Emilio Orsini
Emilio Orsini (ur. 13 stycznia 1839, zm. 27 lutego 1898) – włoski prawnik, z zamiłowania szachista, głównie problemista, także wydawca książek szachowych i czasopism ("Nuova Revista degli Scacchi").
Jego zbiory kompozycji szachowej odniosły duże powodzenie w latach 1877–1880. Zbiór "100 problemów szachowych" wydał także w Livorno, w roku 1895. Jest także twórcą ideowego, lecz niepoprawnego gambitu Orsiniego: 1.e4 e5 2.f4 ef5 3.b3?.